# 斯德哥爾摩 (2018年電影)
《斯德哥尔摩》（英語：Stockholm）是2018年美國剧情电影，叙述1973年瑞典首都斯德哥尔摩的银行遭到抢劫，且犯罪得手的真实故事，由伊森·霍克，娜蜜欧·华兹演，后来心理学就加害者与受害者相触久，反到同情且帮助加害者犯罪，即斯德哥爾摩症候群，主要是当天是瑞典鯷鱼节，许多新闻媒体都集中在瑞都斯德哥尔摩采访活动，抢劫歹徒由霍克主演，趁此时行动，最后却与银行职员男女数人，齐被锁在银行金库内的电影故事。

## 演員列表
- 伊森·霍克飾演Kaj Hansson / Lars Nystrom
- 歐蜜·瑞佩斯飾演Bianca Lind
- 馬克·史壯飾演Gunnar Sorensson